# 一ノ関圭
一ノ関 圭（いちのせき けい、1950年 - ）は、日本の漫画家。秋田県大館市出身。女性。秋田県立大館鳳鳴高等学校、東京藝術大学油絵科卒。大学在学中に投稿した「らんぷの下」が第14回ビッグコミック賞を受賞（夢屋日の市名義）。一関圭名義をへて一ノ関圭名義に。

## 作風
江戸・明治を舞台に、歴史の波に埋もれた人物の懸命な生き様を描く骨太な作風が特徴である。
また非常に絵の上手い漫画家としても知られ、吾妻ひでおは『DEATH NOTE』での小畑健の絵について「幻の漫画家・一ノ関圭のような自在さはない」との感想を述べ、竹熊健太郎は「美術をテーマにした漫画で納得行く漫画内絵画を描けていたのは、俺の知る範囲では一ノ関圭が筆頭」と語るなど、その画力の高さは現在でも伝説となっている。

## 作品リスト
- らんぷの下 - 1975年、ビッグコミック掲載
- だんぶりの家 - 1975年、ビッグコミック掲載
- ドライフラワー - 1976年、ビッグコミック掲載
- 寒雷 - 1976年、ビッグコミック掲載
- 俺が愛した女 - 1976年、ビッグコミック掲載
- 黒まんとの死 - 1976年、ビッグコミック掲載
- すがの幸福 - 1977年、ビッグコミック掲載
- 縦走路 - 1977年、ビッグコミック掲載
- 女傑往来 - 1977年、ビッグコミック掲載
- 裸のお百 - 1978年、ビッグゴールド掲載
- 女傑走る - 1978年、ビッグコミック掲載
- 陽炎街 - 1979年、ビッグコミック掲載
- 美食三昧 - 1979年、ビッグゴールド4掲載
- 舞茸 - 1980年、ビッグゴールド6掲載（原作：白土三平）
- 茶箱広重 - 1981年、ビッグコミック掲載
- 水茎 - 1982年、ビッグコミック掲載
- ほっぺたの時間 - 1986年、ビッグコミック掲載
- クレソン - 1992年、ビッグコミック
- クレソン（完全版） 1997年、ビッグコミックエクストラ掲載
- 牡丹芍薬 - 2002年、ビッグコミックスペシャル増刊掲載[4]
- 鼻紙写楽 - 2003年〜2009年、ビッグコミック1掲載（全8話/未完）
- 鼻紙写楽 菊之丞 - 2017年、ビッグコミック6月増刊号、8月増刊号、10月増刊号
- 鼻紙写楽 小紅 - 2020年、ビッグコミック12月増刊号、2021年、ビッグコミック3月増刊号、6月増刊号

### 書誌情報
- らんぷの下 小学館〈ビッグコミックス〉  1980年6月初版発行
  - 収録作品 らんぷの下、だんぶりの家、女傑往来、すがの幸福、ドライフラワー
- 裸のお百 小学館〈ビッグコミックス〉  1980年7月初版発行、ISBN 4-09-180262-1
  - 収録作品 裸のお百、寒雷、女傑走る、縦走路、黒まんとの死
- 茶箱広重 小学館〈ビッグコミックス〉  1983年4月初版発行、ISBN 4-09-180265-6
  - 収録作品 茶箱広重、俺が愛した女、陽炎街
- 江戸のあかり ナタネ油の旅と都市の夜 歴史を旅する絵本（著：塚本学） 岩波書店 1990年2月初版発行、ISBN 4-00-110646-9
- 作品集『らんぷの下』 小学館叢書 1992年2月初版発行、ISBN 4-09-197281-0
  - 小学館文庫 2000年6月初版発行、ISBN 4-09-192461-1
    - 収録作品 - らんぷの下、だんぶりの家、ドライフラワー、寒雷、すがの幸福、女傑往来、裸のお百、女傑走る
- 作品集『茶箱広重』 小学館叢書 1992年3月初版発行、ISBN 4-09-197282-9
  - 収録作品 - 茶箱広重、俺が愛した女、黒まんとの死、縦走路、陽炎街、水茎、ほっぺたの時間、舞茸
  - 小学館文庫 2000年7月初版発行、ISBN 4-09-192462-X
    - 収録作品 - 茶箱広重、俺が愛した女、黒まんとの死、縦走路、陽炎街、水茎、ほっぺたの時間
- 絵本 夢の江戸歌舞伎（著：服部幸雄） 岩波書店 2001年4月初版発行、ISBN 4-00-110648-5
- 月刊たくさんのふしぎ　2002年5月号　おおふじひっこし大作戦（塚本こなみ：文 一ノ関圭：絵）　福音館書店
  - おおふじひっこし大作戦 (たくさんのふしぎ傑作集) 単行本 福音館書店 2016年3月
- 月刊たくさんのふしぎ　2012年5月号　琉球という国があった（上里隆史：文／富山義則：写真／一ノ関圭：絵）　福音館書店
- 鼻紙写楽 小学館〈ビッグコミックススペシャル〉  2015年3月20日初版発行、ISBN 4091870805
  - 収録作品 - 鼻紙写楽（8話+書き下ろし1話）、初鰹（「牡丹芍薬」改題）

## 影響
漫画家の沙村広明は『無限の住人』連載開始後に、一ノ関圭の漫画を読み「自分が『漫画の理想』と思っていることを見た」と語るなど、心の師として一ノ関の名前を挙げている。
唐沢なをきは『電脳なをさん』にて「きゅーぶの下」という題の回を描いており、これは一ノ関の『らんぷの下』が雑誌掲載された当時の形式を模したパロディとなっている。

## 受賞歴
- 第14回ビッグコミック賞 - 『ランプの下』 ※「夢屋日の市」名義
- 第20回手塚治虫文化賞・大賞（2016年） - 『鼻紙写楽』[8]
- 第45回日本漫画家協会賞・大賞（2016年） - 『鼻紙写楽』[9]